# بريما سمباتياجي
بريما سمباتياجي (بالإندونيسية: Prima Simpatiaji) مواليد 16 أكتوبر 1981، هو لاعب كرة مضرب إندونيسي سابق وكان يلعب باليد اليمنى. أعلى تصنيف له في الفردي كان المركز الـ 613 في سنة 2006. أعلى تصنيف له في الزوجي كان المركز الـ 635 في سنة 2005.
ظهر اللاعب سيمباتياجي في اثني عشر مباراة في كأس ديفيز لإندونيسيا من 2003 إلى 2009. كانت جميع مبارياته العشرين في مباريات فردية.
مثل سيمباتياجي إندونيسيا في التنس في مختلف المسابقات الرياضية المتعددة خلال مسيرته. وفاز بما مجموعه ست ميداليات في دورة ألعاب جنوب شرق آسيا، بما في ذلك الذهبية في عام 2003، وكذلك الفضية في ألعاب التضامن الإسلامي 2005 والبرونزية في بطولة صيف 2007، وكلها في زوجي الرجال.
منذ تقاعده من حلبة التنس، تولى رياضة التنس اللينة. في دورة ألعاب جنوب شرق آسيا لعام 2011 حصل على فردي، زوجي وذهبية الفريق في رياضته المعتمدة. كما شارك في التنس الناعم في دورة الألعاب الآسيوية 2014 وفاز بميدالية برونزية في الزوجي المختلط.

## روابط خارجية
- بريما سمباتياجي على موقع رابطة محترفي التنس (الإنجليزية)
- بريما سمباتياجي على موقع الاتحاد الدولي لكرة المضرب (الإنجليزية)
- بريما سمباتياجي على موقع كأس ديفيز (الإنجليزية)
- بريما سمباتياجي على موقع خلاصة التنس.كوم (الإنجليزية)